# Mona Steigauf
Mona Steigauf (née le 17 janvier 1970 à Starnberg) est une athlète allemande spécialiste de l'heptathlon. Elle détient également le record d'Allemagne du décathlon féminin.

## Biographie

### Palmarès
| Date | Compétition                    | Lieu      | Résultat | Épreuve    | Performance |
| ---- | ------------------------------ | --------- | -------- | ---------- | ----------- |
| 1995 | Championnats du monde en salle | Barcelone | 6e       | Pentathlon | 4 445 pts   |
| 1995 | Universiade d'été              | Fukuoka   | 2e       | Heptathlon | 6 102 pts   |
| 1996 | Championnats d'Europe en salle | Stockholm | 4e       | Pentathlon | 4 540 pts   |
| 1996 | Jeux olympiques d'été          | Atlanta   | 11e      | Heptathlon | 6 246 pts   |
| 1997 | Championnats du monde en salle | Paris     | 2e       | Pentathlon | 4 681 pts   |
| 1997 | Universiade d'été              | Catane    | 1re      | Heptathlon | 6 546 pts   |
| 1997 | Championnats du monde          | Athènes   | 6e       | Heptathlon | 6 406 pts   |

### Records
| Épreuve   | Épreuve    | Performance | Lieu   | Date              |
| --------- | ---------- | ----------- | ------ | ----------------- |
| Plein air | Heptathlon | 6 450 pts   | Götzis | 26 mai 1996       |
| Plein air | Décathlon  | 7 885 pts   | Ahlen  | 21 septembre 1997 |
| En salle  | Pentathlon | 4 681 pts   | Paris  | 7 mars 1997       |